# Demografia di San Marino
La Repubblica di San Marino è un piccolo stato di 61,5 km², 30.926 abitanti (2007, stima) con una densità di 481 ab/km².
L'aggettivo attribuito alle persone originarie di San Marino è sammarinese.
La popolazione è composta soprattutto da nativi sammarinesi e da cittadini della Repubblica italiana.
La popolazione è in continua crescita: nel primo censimento del 1864 era di 7.080, nel secondo del 1874 di 7.464, nel terzo del 1899 di 9.359, nel quarto del 1947 di 12.100, nel quinto del 1976 di 19.149.
I sammarinesi residenti all'estero sono circa 17.000 mentre gli stranieri residenti a San Marino sono circa 1.000.

## La popolazione sammarinese nel ventunesimo secolo
La popolazione è quasi esclusivamente composta da nativi sammarinesi e da italiani ma si rilevano anche persone provenienti da altre nazioni.
Abitanti censiti
La popolazione è in continua crescita: nel primo censimento del 1864 era di 7.080, nel secondo del 1874 di 7.464, nel terzo del 1899 di 9.359, nel quarto del 1947 di 12.100, nel quinto del 1976 di 19.149.
Struttura della popolazione per età (2005, stima)
- 0-14 anni: 16,7% (M: 2.482; F: 2.328)
- 15-64 anni: 66,5% (M: 9.255; F: 9.943)
- 65 e oltre: 16,9% (M: 2.106; F: 2.766)

Età mediana (2005, stima)
- maschi: 39,91 anni
- femmine: 40,65 anni
- intera popolazione: 40,29 anni

Tasso di crescita della popolazione: 1,3% (2005, stima)
Tasso di natalità: 10,18 nati/1.000 ab. (2005, stima)
Tasso di mortalità: 8,07 morti/1.000 ab. (2005, stima)
Tasso di fertilità: 1,33 bambini nati per donna (2005, stima)
Tasso di mortalità infantile (2005, stima)
- maschi: 6,16 morti/1.000 nati vivi
- femmine: 5,26 morti/1.000 nati vivi
- intera popolazione: 5,73 morti/1.000 nati vivi

Aspettativa di vita alla nascita (2005, stima)
- maschi: 78,13 anni
- femmine: 85,43 anni
- intera popolazione: 81,62 anni

Struttura della popolazione per sesso (2005, stima)
- alla nascita: 1,09M/1F
- sotto 15 anni: 1,07M/1F
- 15-64 anni: 0,93M/1F
- oltre 64 anni: 0,76M/1F
- intera popolazione: 0,92M/1F

Religione: cattolica 88,7%; Pentecostale 1,8%; altre 9,5% (2000)
Lingua: italiano, romagnolo

## Fuori dai confini
Tuttora sono circa 17.000 i sammarinesi residenti all'estero: essi vivono soprattutto in Italia sparsi perlopiù fra Emilia-Romagna e Marche. Questa cifra porta così il numero di sammarinesi a 45.231 cittadini.
Ogni comunità di residenti all'estero deve ottenere il riconoscimento giuridico del Consiglio dei XII. Attualmente sono 6.695 i sammarinesi iscritti fra le varie comunità sparse per il mondo: la più grande delle quali è quella di Detroit, che conta circa un migliaio di iscritti.

## Stranieri a San Marino
Gli stranieri a San Marino sono il 15% della popolazione di cui il 10% italiani così suddivisi per castello nel 2003:
| Castello       | Stranieri |
| -------------- | --------- |
| San Marino     | 612       |
| Acquaviva      | 351       |
| Borgo Maggiore | 972       |
| Chiesanuova    | 205       |
| Domagnano      | 450       |
| Faetano        | 180       |
| Fiorentino     | 318       |
| Montegiardino  | 114       |
| Serravalle     | 1.800     |
| TOTALE         | 5.002     |

Fonte:Segreteria di Stato per i Rapporti con le Giunte di Castello